# Academy Museum of Motion Pictures

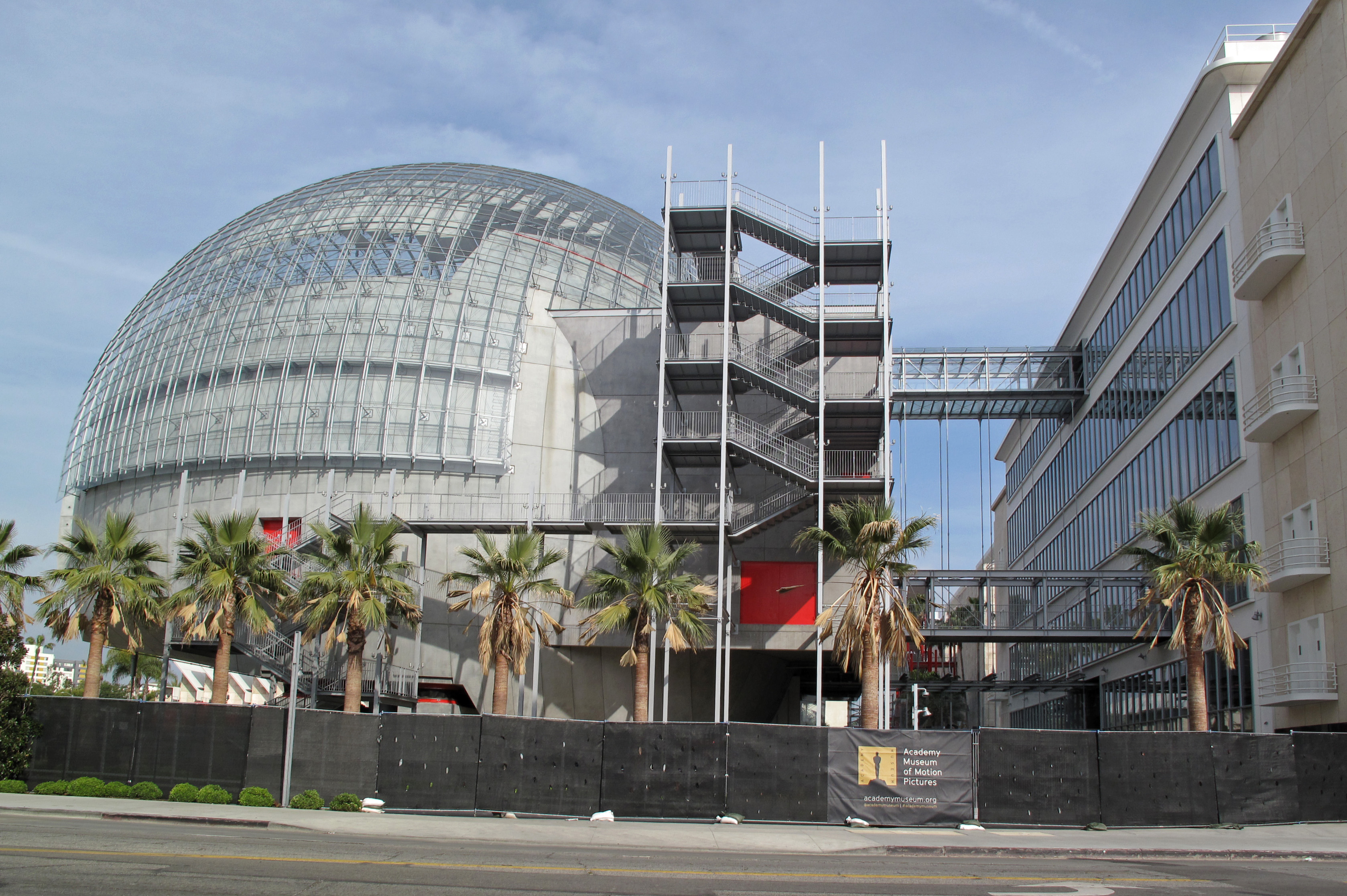
The Sphere à l'Academy Museum of Motion Pictures en mars 2021.

L'Academy Museum of Motion Pictures est un musée de Los Angeles, en Californie, construit par l'Academy of Motion Picture Arts and Sciences (Académie des arts et des sciences du cinéma ou AMPAS), qui se consacre à l'histoire, à la science et à l'impact culturel de l'industrie cinématographique. C'est le premier musée à grande échelle de ce genre aux États-Unis,. Le musée est situé dans le bâtiment historique de la May Company, à l'intersection du boulevard Wilshire et de l'avenue Fairfax, partie de Museum Row sur le Miracle Mile.
Initialement prévu pour ouvrir en 2020, son achèvement et son ouverture ont été retardés en raison de la pandémie de Covid-19. Le musée a finalement ouvert ses portes à des célébrités sélectionnées le 25 septembre 2021 puis, au grand public le 30 septembre,.
Le jeudi 14 juillet, le musée a volontairement reconnu l'Academy Museum Workers United comme représentant négociateur de 160 de ses employés.

## Conception
La conception du musée a été supervisée par l'architecte italien Renzo Piano. L'extérieur du bâtiment de la May Company, nommé le Saban Building à la suite d'un don de 50 millions de dollars de Cheryl et Haim Saban, a été rénové avec de nouvelles pierres de calcaire, ainsi que de nouvelles tuiles en feuille d'or pour son angle "cylindre".
Le hall du bâtiment Saban comprend deux espaces d'exposition, la galerie de la famille Spielberg et la galerie Marilyn et Jeffrey Katzenberg,,. Le Shirley Temple Education Studio sera consacré à des ateliers sur la réalisation de films et comprendra une collection d'objets et de souvenirs de la carrière de Shirley Temple .
Une structure sphérique a été construite dans le prolongement du bâtiment principal Saban, relié par des passages surélevés, qui comprend la terrasse familiale Dolby à dôme de verre. Le musée comprend deux salles de théâtre qui seront utilisées pour des projections de films, des programmes et d'autres événements spéciaux ; le théâtre David Geffen de 1 000 places dans la sphère et le plus petit théâtre Ted Mann de 288 places au niveau inférieur du bâtiment Saban,,.

## Collections
L'Académie détient plus de 13 millions d'objets, dont des costumes, des croquis de costumes, des bobines de film, des affiches, des accessoires et des scénarios datant de 1927 . En mai 2020, le musée a acheté la robe May Queen portée par Florence Pugh dans Midsommar (2019) pour 65 000 $, dans le cadre d'une vente aux enchères caritative organisée par A24 au profit des efforts de secours de Covid-19.
Certains objets clés de la collection du Musée comprennent:[réf. nécessaire]
- Les pantoufles rubis de Dorothy du Magicien d'Oz (1939)
- Les claquettes de Shirley Temple dans The Little Colonel (1935)
- Machine à écrire utilisée pour écrire le scénario de Psycho d'Alfred Hitchcock (1960)
- Le moule de requin survivant des Dents de la mer (1975) [17]
- Des tablettes des Dix Commandements (1956)
- Le modèle de vaisseau spatial Aries 1B et une combinaison spatiale portée par Keir Dullea à partir de 2001 : A Space Odyssey (1968)
- Une cape utilisée par Bela Lugosi dans Dracula (1931) [18]
- La robe jaune portée par Emma Stone dans La La Land (2016)
- Piliers nommés pour leur importance historique dans l'histoire du cinéma, notamment Rita Moreno, Cher, Barbra Streisand et Hattie McDaniel.

## Expositions
Les deuxième et troisième étages du musée accueilleront l'exposition inaugurale "Histoires de cinéma". La collection temporaire inaugurale de la galerie Marilyn et Jeffrey Katzenberg est consacrée à l'animateur japonais Hayao Miyazaki,. Suivra une exploration de l'histoire du cinéma noir jusqu'en 1971.
Les galeries du musée seront consacrées à différents sujets. Les galeries inaugurales couvriront :
- Pedro Almodovar
- Citoyen Kane (1941)
- Changement climatique
- Les vies des noirs comptent
- Blackface, redface et yellowface
- Les relations de travail
- Bruce Lee
- Spike Lee
- #MeToo
- Oscar Michaux
- Racisme et sexisme dans l'animation
- Les vraies femmes ont des courbes (2002)
- Thelma Schoonmaker

Un espace présentant des statuettes des Oscars sera dédié aux lauréats historiques des Oscars, dont Ang Lee, Barry Jenkins, Sidney Poitier, et Buffy Sainte-Marie.
Une exposition "en grande partie non critique" sur l'histoire de l'industrie cinématographique, qui devait s'appeler "Where Dreams Are Made: A Journey Inside the Movies", a été abandonnée par Kramer pour être remplacée par une exposition plus "complexe et complète".

## Conseil d'administration
Le conseil d'administration du musée comprend :
- Laura Dern[3]
- Tom Hank
- Ryan Murphy
- Ted Sarandos
- Diane von Furstenberg

## Premières de films
Le musée sera également un site pour les premières de nouveaux films à Los Angeles,. Parmi les films qui ont eu des premières dans le musée :
- Dernière nuit à Soho (2021)
- Belfort (2021)
- Maison Gucci (2021)
- Allée des cauchemars (2021)
- Être les Ricardos (2021)

## Controverse
Le musée a suscité des critiques pour un manque de concentration perçu sur les pionniers de l'industrie juive tels que Carl Laemmle et Jack Warner, rapporté pour la première fois par Sharon Rosen Leib dans The Forward. Le PDG d'ADL, Jonathan Greenblatt, a exprimé sa déception en déclarant : « J'aurais espéré que toute évaluation historique honnête de l'industrie cinématographique - ses origines, son développement, sa croissance - inclurait le rôle que les Juifs ont joué dans la construction de l'industrie à partir de zéro ». The Forward, Bill Maher et Bari Weiss ont également soulevé la question,,.
En janvier 2022, l'Academy Museum a annoncé son intention de créer une exposition permanente présentant les pionniers juifs d'Hollywood dont l'ouverture est prévue en mai 2023,.